# Daryl Hall
Daryl Franklin Hohl, professioneel bekend als Daryl Hall (Pottstown, Pa., 11 oktober 1946), is een Amerikaanse rock-, R&B- en soulzanger, toetsenist, gitarist, songwriter en producer. Hij is vooral bekend als de mede-oprichter en zanger van Hall & Oates (samen met gitarist en songwriter John Oates) waarmee hij in de jaren 1970 en vroege jaren 1980 verschillende Billboardhits scoorde. Hall wordt beschouwd als een van de beste blue-eyed soulzangers van zijn generatie. De gitarist Robert Fripp, die met hem in de late jaren 1970 en vroege jaren 1980 samenwerkte, heeft geschreven, "Daryl's stembanden waren een wonder. Ik heb nog nooit gewerkt met een zanger die tot meer in staat was." 

## Biografie
Hall, van Duitse afkomst, is de zoon van een professioneel zanger en een zanglerares. In zijn studententijd nam hij enkele singles op met de Temptones, een blue-eyed-soul-versie van groepen als The Temptations. In 1967, zijn afstudeerjaar, ontmoette hij Oates die net aan dezelfde universiteit was begonnen. Hun samenwerking ging pas drie jaar later officieel van start en leverde de grootste successen op in de periode 1975-1985. Daarnaast bracht Hall ook solowerk uit - zowel eigen materiaal als covers - en net als Oates schreef hij ook voor andere artiesten.
Eind 2007 werd Hall gastheer van zijn eigen web-tv-serie, Live from Daryl's House. In 2014 volgde het programma Daryl's Restoration Over-Hall. Datzelfde jaar werden Hall & Oates opgenomen in de Rock and Roll Hall of Fame in 2014. In 2016 kreeg hij samen met Oates een ster op de Hollywood Walk of Fame.
Sinds 2018 bezit Hall samen met Jonathan Wolfson en BMG de wereldwijde rechten van Live from Daryll's House.
In 2020 begon Hall aan nummers te werken voor een nieuw Hall & Oates-album, maar na de uitbraak van de coronapandemie besloot hij daarvan af te zien. 
Op 17 april 2023 kwam er een einde aan de samenwerking met toetsenist Elliot Lewis; Lewis begeleidde Hall jarenlang bij diens optredens met en zonder Oates en kondigde aan zich op zijn solocarrière te willen richten.

## Discografie

### Albums
| 1980                                            | Sacred Songs - Released: March 1980 - Recorded 1977 - Label: RCA                                                           | 58  | 93 | —  | —  | —  | —  |
| 1986                                            | Three Hearts in the Happy Ending Machine - Released: 1986 - Label: RCA                                                     | 29  | 30 | 43 | 42 | 12 | 26 |
| 1986                                            | The Classic Ballads - Released: 1986 (US - Promo) - Label: RCA                                                             | —   | —  | —  | —  | —  | —  |
| 1993                                            | Soul Alone - Released: September 7, 1993 - Label: Epic                                                                     | 177 | —  | —  | —  | —  | 55 |
| 1996                                            | Can't Stop Dreaming - Released: 1996 (Japan)/ June 10, 2003 (USA) / August 18, 2003 (Europe) - Label: BMG / Liquid 8 / CNR | —   | —  | —  | —  | —  | —  |
| 2004                                            | Live in Philadelphia · 2004 - Released: 2004 - Label: AAC                                                                  | —   | —  | —  | —  | —  | —  |
| 2011                                            | Laughing Down Crying - Released: September 27, 2011 - Label: Verve Forecast                                                | 142 | —  | —  | —  | —  | —  |
| "—" geen hitlijstvermelding of niet uitgebracht | |     |    |    |    |    |    |

| Album met eventuele hitnotering(en) in de Nederlandse Album Top 100 | Datum van verschijnen | Datum van binnenkomst | Hoogste positie | Aantal weken | Opmerkingen |
| ------------------------------------------------------------------- | --------------------- | --------------------- | --------------- | ------------ | ----------- |
| Three Hearts in the Happy Ending Machine                            | 1986                  | 06-09-1986            | 42              | 3            |             |

### Singles
| Single met eventuele hitnotering(en) in de Nederlandse Top 40 | Datum van verschijnen | Datum van binnenkomst | Hoogste positie | Aantal weken | Opmerkingen |
| ------------------------------------------------------------- | --------------------- | --------------------- | --------------- | ------------ | ----------- |
| Dreamtime                                                     | 1986                  | 16-08-1986            | 30              | 4            |             |

| Single met hitnotering(en) in de Vlaamse Ultratop 50 | Datum van verschijnen | Datum van binnenkomst | Hoogste positie | Aantal weken | Opmerkingen |
| ---------------------------------------------------- | --------------------- | --------------------- | --------------- | ------------ | ----------- |
| Dreamtime                                            | 1986                  | 09-08-1986            | 19              | 8            |             |